# Lista de termas localizadas em Portugal
Esta é uma lista de termas localizadas em Portugal que se encontram registadas na Wikidata, não sendo portanto uma lista exaustiva das termas, caldas ou estâncias termais existentes em Portugal. A lista está ordenada alfabeticamente pela localização administrativa de cada estância termal.
A atividade termal comporta dois segmentos distintos: o termalismo clássico (terapêutico e convencional) e o termalismo de bem-estar e lazer. O termalismo convencional usa como terapêutica as águas minerais naturais (para fins curativos e preventivos), sendo este segmento que se encontra principalmente representado nesta listagem.
Em Portugal, em 2017, existiam 46 estabelecimentos termais em funcionamento, a grande maioria nas regiões centro e norte, empregando diretamente cerca de 2000 pessoas e gerando receitas anuais na ordem de €13,3
milhões de euros. Para além da dimensão económica direta, a atividade termal gera impactes significativos noutras áreas de atividade, como o comércio e o turismo, alavancando a economia dos locais onde está instalada.
Dado que alguns dos edifícios termais são edifícios históricos, na última coluna está inserido respectivo o número SIPA-Sistema de Informação para o Património Arquitectónico conhecido.